# Cleiton Silva
Cleiton Augusto Oliveira Silva, auch Cleiton Silva genannt, (* 3. Februar 1987 in São Geraldo da Piedade) ist ein brasilianischer Fußballspieler.

## Karriere
Cleiton Silva erlernte das Fußballspielen beim brasilianischen Verein Madureira EC der in Rio de Janeiro beheimatet ist. Seinen ersten Profivertrag unterschrieb er 2008 bei seinem Jugendclub. Hier lief er 37 Mal auf und schoss dabei 15 Tore. 2010 wechselte er nach Thailand zum damaligen Erstligisten Osotspa M150. Von 2010 bis 2011 spielte er 27 Mal für den Verein und erzielte dabei 10 Tore. 2013 wechselte er zum Ligakonkurrenten BEC Tero Sasana FC. In 63 Spielen traf er 42 Mal das Tor. 2013 verließ er Thailand und ging nach Südamerika zurück. Von 2013 bis Mitte 2014 spielte er für den mexikanischen Verein Delfines FC. Hier kam er auf nur 10 Spiele, wobei er ein Tor schoss. Im Juli 2014 zog es Cleiteo Silva wieder nach Thailand. In Thailand unterschrieb er einen Vertrag bei Muangthong United. Von 2014 bis 2016 spielte er 79 Mal für MUTD und schoss sagenhafte 57 Tore. 2017 zog es Cleiton nach China. Hier unterschrieb er einen Einjahresvertrag bei Shanghai Shenxin. Nach 26 Spielen und 17 Toren ging er wieder zurück nach Thailand. Er unterzeichnete einen Vertrag beim Erstligisten Chiangrai United. Hier kam er nur in der Hinserie zum Einsatz. In 17 Spielen traf er 5 Mal das Tor. Zur Rückserie 2018 wurde er an den Ligakonkurrenten Suphanburi FC verliehen. Hier traf er in 12 Spielen 9 Mal das Tor. Mit Ablauf des Vertrags in Chiangrai wurde er von Suphanburi FC fest verpflichtet. In der Saison 2019 absolvierte er 30 Erstligaspiele und schoss dabei elf Tore. Sein Vertrag wurde Ende 2019 nicht verlängert. Von Anfang 2020 bis Juli 2020 war er  vertrags- und vereinslos. Im August nahm ihn der indische Verein Bengaluru FC unter Vertrag. Mit dem Verein aus Bengaluru spielt er in der ersten indischen Liga, der Indian Super League. Für Bengaluru absolvierte er 37 Ligaspiele und schoss dabei 16 Tore. Im  August 2022 wechselte er zum ebenfalls in der Super League spielenden SC East Bengal. In der Saison 2022/23 wurde er zusammen mit Diego Maurício Torschützenkönig der Liga.

## Erfolge
Muangthong United
- Thailändischer Meister: 2016
- Thailändischer Ligapokalsieger: 2016
- Thailändischer Supercup-Sieger: 2017
- Thailändischer Pokalfinalist: 2015

Chiangrai United
- Thailändischer Supercup-Sieger: 2018

## Auszeichnungen
Thai Premier League
- Torschützenkönig: 2012
- Torschützenkönig: 2016

Indian Super League
- Torschützenkönig: 2022/23